# Schizoporella inconspicua
Schizoporella inconspicua is een mosdiertjessoort uit de familie van de Schizoporellidae. De wetenschappelijke naam van de soort is voor het eerst geldig gepubliceerd in 1891 door Hincks.